# Sápmi
Sápmi je kulturna regija, ki jo tradicionalno naseljuje ljudstvo Sami. Sápmi je v severni in vzhodni Evropi in vključuje severne dele Fenoskandije, znane tudi kot "Severna kapa".
Regija se razteza čez štiri države: Norveško, Švedsko, Finsko in Rusijo. Na severu jo omejuje Barentsovo morje, na zahodu Norveško morje, na vzhodu pa Belo morje. Območje se zgodovinsko imenuje Laponska (/ˈlæplænd/), čeprav se izraz Laponci za njene prebivalce zdaj šteje za slabšalno. Norveški Sápmi se je v zgodovini imenoval Finnmǫrk, ime, ki se uporablja za nekdanjo grofijo Finnmark, zdaj Troms og Finnmark.
Sápmi se nanaša na območja, kjer so Samiji tradicionalno živeli, vendar se prekrivajo z drugimi regijami in definicijami. V praksi je večina samijskega prebivalstva večinoma skoncentrirana na nekaj tradicionalnih območjih v najsevernejšem delu Sápmija, kot sta Kautokeino in Karasjok, z izjemo tistih, ki so odšli v večja mesta. Kulturno gledano Inari velja za enega od središč samijske kulture, zato je splošno znan tudi kot »prestolnica samijske kulture«.
Sápmi ni bil nikoli suverena politična entiteta. Od sedemdesetih do devetdesetih let prejšnjega stoletja imajo Sami v nordijskih državah omejeno samoupravo, ki jo zastopajo samijski parlamenti. Meddržavno sodelovanje organizira krovna organizacija Sami Council.

## Etimologija
Sápmi (in ustrezni izrazi v drugih samijskih jezikih) se nanašajo tako na deželo Sámijev kot na ljudstvo Sámi. Beseda Sámi je akuzativ-genitiv samostalnika Sápmi, zaradi česar ime (Sámi olbmot) pomeni »ljudstvo Sámi«. Domneva se, da je izvor besede povezan z baltsko besedo *žēmē, ki pomeni »dežela«. Tudi Häme, finsko ime za Tavastio, zgodovinsko provinco na Finskem, naj bi imelo isti izvor, in vsaj domneva se, da je ista beseda izvor besede Suomi, finskega imena za Finsko.
Sápmi je ime v severnem samijskem jeziku, najbolj razširjenem samskem jeziku. V drugih jezikih se uporabljajo naslednji izrazi:
- Lule Sami: Sábme / Sámeednam
- Južni Sami: Saepmie
- Pite Sami: Sämijednam
- Ume Sami: Sábmie
- Inari Sami: Säämi
- Skolt Sami: Sääʹmjânnam
- Kildin Sami: Са̄мь е̄ммьне, romanizirano: Saam' jiemm'n'e

V sodobni švedščini in norveščini je Sápmi znan kot Sapmi ali Sameland. V finščini je znan kot Saamenmaa ali saamelaisalue. V stari norveščini se je zgodovinsko imenovalo Finnmǫrk, ime, ki se je kasneje razvilo v Finnmark, ime najsevernejše norveške grofije. V starejši švedščini je bil Sápmi znan kot Lappmarken ali Laponska.
Laponska je postala ime najsevernejše švedske province (landskap), ki je bila leta 1809 razdeljena, en del pa je pripadel Švedski, drugi pa Finski, ki je postala del Ruskega imperija. Ime Laponska se še vedno uporablja tako za švedsko provinco Laponsko kot za finsko regijo Laponsko. Finska Laponska vključuje Peräpohjolo, regijo, ki tradicionalno velja za del Ostrobotnije. Posledično Laponska in Sápmi v finskem kontekstu nista zamenljiva. Čeprav je Rovaniemi na Laponskem, ni del Sápmija.
Izraza Laponec in Laponska danes mnogi Sami, ki imajo raje ime območja v svojem jeziku Sápmi, smatrajo za zastarela ali žaljiva, saj je izraz Laponec sčasoma v glavnih jezikih skandinavskih držav, ki vključujejo Sápmi, pridobil slabšalni prizvok 'neumen', 'neizobražen', 'nazadnjaški' itd.

## Geografija
Največji del Sápmija leži severno od arktičnega kroga. Zahodni del je območje fjordov, globokih dolin, ledenikov in gora, najvišja točka pa je gora Kebnekaise (2111 m). Švedski del Sápmija zaznamujejo velike reke, ki tečejo od severozahoda proti jugovzhodu. Od nekdanje norveške grofije Troms in Finnmark proti vzhodu je teren nizka planota s številnimi močvirji in jezeri, največje med njimi je jezero Inari v finski Laponski. Skrajni severovzhodni del leži znotraj tundre, vendar nima permafrosta. V 19. stoletju so bile v Sápmi izvedene znanstvene odprave, na primer Jöns Svanberg.

### Podnebje
Podnebje je subarktično/tundra, vegetacija pa je redka, razen v gosto gozdnatem južnem delu. Gorska zahodna obala ima bistveno milejše zime in več padavin kot velika območja vzhodno od gorske verige. Severno od arktičnega kroga polarne noči označujejo zimski čas, polnočno sonce pa poletni – oba pojava sta daljša, dlje ko greš proti severu. Tradicionalno Sami delijo leto na osem letnih časov namesto na štiri.
V Inariju je podnebje toplo subarktično, s poletnimi najvišjimi temperaturami 18 °C in zimskimi najnižjimi temperaturami −15 °C. Povprečna zima ima 131 dni snežnih padavin, prve snežne odeje pa padejo na tla septembra.[19] Snežna odeja traja približno dve tretjini leta in lahko traja dlje od zadnje snežne odeje in celo zadnje zmrzali.
Tudi brez permafrosta ali pravega tundrskega podnebja je velik del Sápmija arktično barje z zakrnelimi, raztresenimi drevesi.

### Naravni viri
Severni jelen, volk, rjavi medved in ptice so glavni predstavniki živalskega sveta, poleg tega pa v kratkem poletju še nešteto žuželk. V regiji je veliko morskega in rečnega ribolova. Na nekaterih jezerih delujejo parniki, številna pristanišča pa so skozi vse leto brez ledu. Vsa pristanišča vzdolž Norveškega morja na zahodu in Barentsovega morja na severovzhodu do Murmanska so vse leto brez ledu. Severni del Botniškega zaliva običajno pozimi zamrzne. Oceansko dno severno in zahodno od Sápmija ima nahajališča nafte in zemeljskega plina. Sápmi vsebuje dragocena nahajališča mineralov, zlasti železove rude na Švedskem, bakra na Norveškem ter niklja in apatita v Rusiji.

## Kulturne podrazdelitve
1. Južni (Åarjil) Sami
2. Ume (Upme) Sami
3. Pite (Bitthun) Sami
4. Lule (Julev) Sami
5. Severni (Davvi) Sami
6. Vzhodni (Skolt) Sami
7. Inari (Ánár) Sami
8. Kildin (Kola) Sami
9. Ter (Kill) Sami

Vzhodni Sápmi
Vzhodni Sápmi sestavljata polotok Kola in regija jezera Inari ter je dom vzhodnih samijskih jezikov. Čeprav je to najbolj gosto poseljen del Sápmija, je to tudi regija, kjer sta avtohtono prebivalstvo in njihova kultura najšibkejša. Ustreza regijam, označenim s številkami od 6 do 9 na spodnjem zemljevidu.
Osrednji Sápmi
Osrednji Sápmi sestavlja zahodni del finskega območja domicila Samijev, deli Norveške severno od gorovja Saltfjellet in območja na švedski strani, ki temu ustrezajo. Osrednji Sápmi je regija, kjer je samijska kultura najmočnejša in kjer živi severni Sami – najbolj razširjen samski jezik, ki ga je leta 2024 govorilo približno 20.000 govorcev. V najjužnejšem delu te podregije pa je samijska kultura precej šibka – tam se uporablja umirajoči samski jezik Bithun. Območja okoli fjorda Tysfjorden na Norveškem in reke Lule na Švedskem so dom julevskega samijskega jezika, enega izmed bolj razširjenih samijskih jezikov. Ta ustrezajo regijam, označenim s številkami od 3 do 5 na spodnjem zemljevidu.
Južni Sápmi
Južni Sápmi sestavljajo območja južno od Saltfjelleta in ustrezna območja na Švedskem ter je dom južnih jezikov. Na tem območju je samijska kultura večinoma vidna v notranjosti in na obali Baltskega morja, jezike pa govori le malo ljudi. Ustreza regijam, označenim s številkama 1 in 2 na spodnjem zemljevidu jugovzhodno od regije 1 na Švedskem.

### Samijski jeziki
Samijski jeziki so glavni manjšinski jeziki v regiji in njeni najstarejši izpričani jeziki. Pripadajo uralski jezikovni družini in so najtesneje sorodni finskim jezikom. Mnogi samijski jeziki so medsebojno nerazumljivi, vendar so jeziki prvotno tvorili narečni kontinuum, ki se je raztezal proti jugozahodu in severovzhodu, tako da bi se sporočilo hipotetično lahko prenašalo med govorci samijščine od enega konca do drugega in bi ga vsi razumeli. Danes pa so mnogi jeziki umirajoči in zato v prvotnem kontinuumu obstajajo 'vrzeli'.
Na zemljevidu desno številke označujejo samske jezike. Med temi jeziki je severni sami daleč najpomembnejši; medtem ko sta umejski sami in pitejski sami kritično ogrožena. Kemi sami je izumrl že več kot stoletje.
Severna samijščina je razdeljena na tri glavna narečja: zahodno, vzhodno in obalno. Pisni standard temelji na zahodnem narečju.

## Politika
Norveška, Finska in Švedska imajo parlamente Sami, ki so v različni meri vključeni v upravljanje regije – čeprav imajo večinoma pristojnost le nad zadevami državljanov Sami v državah, v katerih so.

### Sami parlamenti
Vsak norveški državljan, registriran kot Sami, ima pravico glasovati na volitvah za norveški parlament Sami. Volitve potekajo vsaka štiri leta z neposrednim glasovanjem v sedmih volilnih okrajih, ki pokrivajo celotno Norveško (šest jih je v Sápmiju), in potekajo vzporedno s splošnimi norveškimi parlamentarnimi volitvami. To je norveški parlament z največjim vplivom na kateri koli del Sápmija, saj je vključen v avtonomijo, ki jo je vzpostavil Zakon Finnmark. Parlament je v vasi Kárášjohka, njegova trenutna predsednica pa je Silje Karine Muotka iz Norveškega združenja Sami.
Švedski parlament Sami s sedežem v Kiruni (severni Sami: Giron) je izvoljen na splošnem glasovanju, ki se ga lahko udeležijo vsi registrirani državljani Švedske Sami. Trenutni predsednik je Lars-Anders Baer.
Glasovanje na volitvah v finski parlament Sami je omejeno na prebivalce območja stalnega prebivališča Sami. Parlament je v Inariju (inarski Sami: Aanaar), njegov trenutni predsednik pa je Tuomas Aslak Juuso.
V Rusiji ni parlamenta Sami. Dve organizaciji Sami sta članici nacionalne krovne organizacije avtohtonih ljudstev, Ruskega združenja avtohtonih ljudstev severa (RAIPON), in zastopata ruske Sami v svetu Sami. RAIPON v ruski javni zbornici zastopa Pavel Sulyandziga. 14. decembra 2008 je potekal prvi kongres ruskih Samijev. Konferenca se je odločila, da bo zahtevala ustanovitev ruskega parlamenta Samijev, ki bi ga izvolili lokalni Samiji. Predlog, da bi Ruska federacija izbrala predstavnike za parlament, je bil z veliko večino zavrnjen. Kongres je izbral tudi Svet predstavnikov, ki naj bi si prizadeval za ustanovitev parlamenta in sicer zastopal ruske Samije. Vodi ga Valentina Sovkina.

### Samijski parlamentarni svet
2. marca 2000 sta norveška in finska parlamenta ustanovila norveški parlamentarni svet, dve leti pozneje pa se mu je pridružil še švedski norveški parlament. Vsak parlament pošlje sedem predstavnikov, opazovalce pa pošljejo norveške organizacije Sami iz Rusije in norveški svet. norveški parlamentarni svet razpravlja o čezmejnem sodelovanju, podeljuje letno nagrado za razvoj jezika Gollegiella in zastopa ljudstvo Sami v tujini.

### Samijski svet
Poleg parlamentov in njihovega skupnega sveta obstaja tudi norveški svet, ki temelji na norveških organizacijah. Ta svet organizira tudi meddržavno sodelovanje med Sami in pogosto zastopa Samije na mednarodnih forumih, kot je Barentsova regija. Ta organizacija je starejša od parlamentarnega sveta, vendar ni povezana s parlamenti, razen tega, da nekatere nevladne organizacije delujejo tudi kot strankarske liste na volitvah v parlament Laponske.

### Rusija
Ruska stran Sápmija je znotraj Murmanske oblasti. Območjem vladajo ljudsko izvoljeni parlamenti, formalno pa jih vodijo guvernerji. Guvernerje imenuje predsednik Rusije, lokalni parlamenti pa jih sprejmejo ali zavrnejo. Če pa parlament zavrne predsednikovega kandidata, ima predsednik pravico razpustiti parlament in razpisati lokalne volitve.
Murmanska oblast obsega polotok Kola in je dom Murmanska, največjega mesta severno od arktičnega kroga in v Sápmiju. Razdeljena je na več okrožij, od katerih je geografsko največje Lovozersko okrožje. To je tudi del Rusije, kjer je prebivalstvo Sápmijev najštevilčnejše in najvidnejše.
Laponski naravni rezervat (rusko Лапландский заповедник, Laplandskiy zapovednik) je ruski zapovednik (strogi naravni rezervat) v Murmanski oblasti, nad arktičnim krogom. Njegovo upravno središče je podeželsko naselje Laplandski zapovednik. Rezervat, ki je bil prvič ustanovljen med letoma 1930 in 1951 ter ponovno vzpostavljen leta 1957, varuje območje 2784 km² severozahodno od jezera Imandra, vključno z 86 km² celinskih voda.

### Norveška
Norveške okrožja upravljajo ljudsko izvoljene skupščine, ki jih vodijo župani okrožij. Formalno okrožja vodijo okrožni guvernerji, vendar imajo ti v praksi danes omejen vpliv.
Največja norveška pokrajina, okrožje Finnmárku (severni Sami) ali Finnmark (norveško), je v Sápmiju in ima posebno obliko avtonomije: 95 % (približno 46.000 km²) območja je v lasti posestva Finnmark. Upravni odbor posestva sestavljajo številni predstavniki norveškega parlamenta Sami in okrožnega sveta Finnmark. Obe instituciji izmenično imenujeta vodje upravnega odbora. Upravno središče Finnmárkuja (Finnmark) je Čáhcesuolu ali Vadsø na skrajnem vzhodu okrožja. Trenutni guverner okrožja je Runar Sjåstad iz Norveške laburistične stranke.
Okrožje Romsa (ali Troms) leži jugozahodno od Finnmárkuja. Njegovo upravno središče je mesto, po katerem je okrožje poimenovano, Romsa ali Tromsø. Romsa je največje mesto na severu Norveške in največje mesto Sápmija po Murmansku. Trenutni župan okrožja je Terje Olsen iz Konservativne stranke. Podobna rešitev kot posestvo Finnmark, Hålogalandsallmenningen, je bila predlagana za okrožje Romsa in njegovo južno sosedo Nordlándo.
Nordland pokriva dolg pas obale, ki vključuje območja Severni Sami, Julev Sami, Bithun Sami in Južni Sami. Njegovo upravno središče je Bådåddjo ali Bodø. Trenutna guvernerka okrožja je Mariette Korsrud iz Norveške laburistične stranke.[29]
Najjužnejši deli norveškega okrožja Sapmi ležijo v okrožju Trøndelag (večinoma severni del okrožja). Upravno središče je Steinkjer. Največje mesto v Trøndelagu je Trondheim. Trondheim leži zunaj Sápmija, vendar je znan kot prizorišče prve mednarodne konference Samijev februarja 1917. Guverner okrožja je Frank Jenssen iz konservativne stranke.

### Švedska
Laponska je velika severozahodna provinca Švedske, ki je v celoti znotraj okrožja Sápmi. Tradicionalne švedske province so kulturne in zgodovinske enote; zaradi upravnih in političnih namenov so jih leta 1634 nadomestile švedske grofije (län).
Pet grofij je v celoti ali delno znotraj okrožja Sápmi. Län formalno upravlja landshövding, ki je odposlanec vlade in vodi vladno imenovani länsstyrelse, ki usklajuje upravo z nacionalnimi političnimi cilji province. Velik del okrožne politike vodi okrožni svet ali landsting, ki ga izvolijo prebivalci province; vendar najvišje položaje še vedno določajo tisti, ki zmagajo na splošnih volitvah na Švedskem.
Okrožje Norrbotten večinoma pokriva Sápmi, čeprav je spodnja regija Tornedalen pogosto izključena. Upravno središče je Luleå na območju Julev Sami (Norrbotten vključuje območja Sever, Julev in Bithun). Trenutni landshövding je Per-Ola Eriksson iz Sredinske stranke.
Sápmi pokriva notranjo večino okrožja Västerbotten, ki sta regiji Ubmeje in Južni Sami. Upravno središče je Umeå, trenutni landshövding pa je Chris Heister iz konservativne Zmerne stranke.
Okrožje Västernorrland je stari del grofije Sapmi in je še vedno. Na obali Baltskega morja (Botniški zaliv) je veliko Samijev.
Okrožje Jämtland se včasih šteje za del kulturne regije Sápmi in je grofija Južni Sami. Upravno središče je Östersund. Trenutni landshövding je Jöran Hägglund iz sredinske stranke Centerpartiet.

### Finska
Finska je razdeljena na devetnajst regij (maakunta), vsako od njih upravljajo regionalni sveti. Ti sveti služijo kot forumi za sodelovanje občin in niso izvoljeni z neposrednim ljudskim glasovanjem. Laponska (Lappi, Lappland) je najsevernejša regija, ki se razteza južneje od Sápmija in zajema južno Laponsko (Peräpohjola, Nordbotten), ki je zgodovinsko veljala za najsevernejši del Ostrobotnije. Upravno središče je Rovaniemi. Severni Sami, Skolt Sami in Aanaar Sami so avtohtoni prebivalci regije.
Štiri občine, Anár (Inari), Eanodat (Enontekiö), Ohcejohka (Utsjoki) in Soađegilli (Sodankylä) v severnem delu Finske Laponske, sestavljajo območje stalnega prebivalstva Samijev, Sámiid Ruovttoguovlu, regijo, ki je avtonomna glede vprašanj, povezanih s laponsko kulturo in jezikom. Ohcejohka je edina občina na Finskem s samsko večino.